# Маклякевич, Ян Адам
Ян Ада́м Макляке́вич (пол. Jan Adam Maklakiewicz; 24 ноября 1899, Хойната, Российская империя, ныне Польша — 7 февраля 1954, Варшава, Польша) — польский композитор, органист, хоровой дирижёр, музыкальный критик и педагог.

## Биография
Окончил Высшую музыкальную школу имени Фредерика Шопена в Варшаве, а в 1922—1925 годах занимался там же композицией у Романа Статковского и изучал игру на органе. В 1926—1927 годах совершенствовался в Нормальной школе музыки в Париже у Поля Дюка. Преподавал теорию музыки в консерваториях Лодзи (1927—1930) и Варшавы (1929—1930). В 1945—1947 годах — дирижёр Государственной филармонии в Кракове, в 1947—1948 годах — филармонического оркестра в Варшаве. С 1947 года — профессор композиции в Высшей музыкальной школе в Варшаве. В 1932—1939 годах — церковный органист и хоровой дирижёр. Дирижировал рабочими и академическими хорами. Одновременно выступал в печати как музыкальный критик и редактор (с 1934 года — в журнале «Chуr»). Писал музыку для театра и кино («Ты, что в Острой светишь Браме...» 1937). Также является автором ряда культовых музыкальных произведений.

## Память
- Имя композитора носят улицы в Мщонуве, Кракове, Познани и Варшаве.

## Сочинения
- балет «Калиостро в Варшаве» / Cagliostro w Warszawie (по Юлиану Тувиму, 1-я ред. — 1938; 2-я ред. — 1947)
- балет «Золотая утка» / Zlota kaczka (1951)
- балет «Ловицкие танцы» (1951)
- кантата «Песнь о хлебе насущном» для смешанного хора с оркестром / Pieśń o chlebie powszednim (1931)
- 3 симфонии
- симфоническая поэма  / Ostatnie werble[1] (1935)
- симфоническая поэма «Грюнвальд» / Grunwald (1944)
- концертино для фортепиано, меццо-сопрано и оркестра
- «Гуцульская сюита» для скрипки и фортепиано / Suita huculska (1927)
- «Японские песни» для голоса с оркестром (1930)
- концерт для виолончели с оркестром (1929)
- концерт для скрипки с оркестром № 1 (1930)
- концерт для скрипки с оркестром № 2 «Гуральский» / Góralski (1952)
- концерт для фагота с оркестром (1953)
- опера «Лилля Венеда» (1925)
- 5 месс

## Награды
- офицерский крест ордена Возрождения Польши (посмертно)